# Giro d'Italia 1928
Il Giro d'Italia 1928, sedicesima edizione della "Corsa Rosa", si svolse in dodici tappe dal 12 maggio al 3 giugno 1928, per un percorso totale di 3044,6 km. Fu vinto dall'italiano Alfredo Binda. Su 298 partenti, arrivarono al traguardo finale 126 corridori.
L'edizione 1928 vide il massimo numero di iscritti (298 corridori al via), con gli organizzatori costretti a rifiutare altre richieste di iscrizione. La struttura del Giro tornò al modello classico, con una tappa seguita dal giorno di riposo, e nelle prime tappe furono Alfredo Binda e Domenico Piemontesi a darsi battaglia. Quest'ultimo si aggiudicò la prima frazione e mantenne il primato della corsa fino alla quarta tappa, quando Binda si scatenò lungo i 327 km da Arezzo a Sulmona rifilando a Piemontesi 15 minuti. Il corridore di Cittiglio passò al comando della classifica generale e mantenne la prima posizione fino al termine della corsa, nonostante le cinque vittorie di tappa del diretto rivale. Binda si permise di lasciar vincere anche una tappa al fratello e gregario Albino. Lo stesso Alfredo in seguito ammise di aver suggerito al fratello di andare in fuga nel momento in cui lui si fosse fermato per girare la ruota (operazione comune prima dell'introduzione del cambio), Albino seguì il consiglio e riuscì a dileguarsi mentre tutti gli altri corridori si fermarono per controllare Alfredo, che peraltro giunse secondo.

## Tappe
| Tappa  | Data      | Percorso           | km      | Vincitore di tappa  | Leader cl. generale |
| ------ | --------- | ------------------ | ------- | ------------------- | ------------------- |
| 1ª     | 12 maggio | Milano > Trento    | 233,1   | Domenico Piemontesi | Domenico Piemontesi |
| 2ª     | 14 maggio | Trento > Forlì     | 312,6   | Alfredo Binda       | Domenico Piemontesi |
| 3ª     | 16 maggio | Predappio > Arezzo | 148     | Alfredo Binda       | Domenico Piemontesi |
| 4ª     | 18 maggio | Arezzo > Sulmona   | 327,9   | Alfredo Binda       | Alfredo Binda       |
| 5ª     | 20 maggio | Sulmona > Foggia   | 254,6   | Alfredo Binda       | Alfredo Binda       |
| 6ª     | 22 maggio | Foggia > Napoli    | 248,3   | Domenico Piemontesi | Alfredo Binda       |
| 7ª     | 24 maggio | Napoli > Roma      | 275     | Domenico Piemontesi | Alfredo Binda       |
| 8ª     | 26 maggio | Roma > Pistoia     | 323     | Albino Binda        | Alfredo Binda       |
| 9ª     | 28 maggio | Pistoia > Modena   | 206     | Domenico Piemontesi | Alfredo Binda       |
| 10ª    | 30 maggio | Modena > Genova    | 270     | Alfredo Binda       | Alfredo Binda       |
| 11ª    | 1º giugno | Genova > Torino    | 195,1   | Alfredo Binda       | Alfredo Binda       |
| 12ª    | 3 giugno  | Torino > Milano    | 251     | Domenico Piemontesi | Alfredo Binda       |
| Totale | Totale    | Totale             | 3 044,6 |                     |                     |

## Dettagli delle tappe

### 1ª tappa
- 12 maggio: Milano > Trento – 233,1 km

Risultati
| Pos. | Corridore           | Squadra | Tempo    |
| ---- | ------------------- | ------- | -------- |
| 1    | Domenico Piemontesi | Bianchi | 7h26'02" |
| 2    | Alfredo Binda       | Legnano | a 13"    |
| 3    | Bartolomeo Aymo     | Alcyon  | a 23"    |

### 2ª tappa
- 14 maggio: Trento > Forlì – 312,6 km

Risultati
| Pos. | Corridore           | Squadra | Tempo     |
| ---- | ------------------- | ------- | --------- |
| 1    | Alfredo Binda       | Legnano | 11h23'09" |
| 2    | Domenico Piemontesi | Bianchi | s.t.      |
| 3    | Pietro Linari       | Diamant | s.t.      |

### 3ª tappa
- 16 maggio: Predappio > Arezzo – 148 km

Risultati
| Pos. | Corridore           | Squadra | Tempo    |
| ---- | ------------------- | ------- | -------- |
| 1    | Alfredo Binda       | Legnano | 5h21'06" |
| 2    | Domenico Piemontesi | Bianchi | s.t.     |
| 3    | Alfonso Piccin      | Bianchi | s.t.     |

### 4ª tappa
- 18 maggio: Arezzo > Sulmona – 327,9 km

Risultati
| Pos. | Corridore        | Squadra | Tempo     |
| ---- | ---------------- | ------- | --------- |
| 1    | Alfredo Binda    | Legnano | 12h57'34" |
| 2    | Giuseppe Pancera | Touring | a 6'16"   |
| 3    | Pietro Chesi     | Bianchi | a 9'34"   |

### 5ª tappa
- 20 maggio: Sulmona > Foggia – 254,6 km

Risultati
| Pos. | Corridore           | Squadra | Tempo    |
| ---- | ------------------- | ------- | -------- |
| 1    | Alfredo Binda       | Legnano | 9h21'41" |
| 2    | Domenico Piemontesi | Bianchi | s.t.     |
| 3    | Aristide Cavallini  | Bianchi | a 11"    |

### 6ª tappa
- 22 maggio: Foggia > Napoli – 248,3 km

Risultati
| Pos. | Corridore           | Squadra | Tempo     |
| ---- | ------------------- | ------- | --------- |
| 1    | Domenico Piemontesi | Bianchi | 10h05'40" |
| 2    | Alfredo Binda       | Legnano | s.t.      |
| 3    | Federico Gay        | Alcyon  | s.t.      |

### 7ª tappa
- 24 maggio: Napoli > Roma – 275 km

Risultati
| Pos. | Corridore           | Squadra | Tempo     |
| ---- | ------------------- | ------- | --------- |
| 1    | Domenico Piemontesi | Bianchi | 11h02'05" |
| 2    | Alfredo Binda       | Legnano | s.t.      |
| 3    | Alfonso Piccin      | Bianchi | s.t.      |

### 8ª tappa
- 26 maggio: Roma > Pistoia – 323 km

Risultati
| Pos. | Corridore        | Squadra | Tempo     |
| ---- | ---------------- | ------- | --------- |
| 1    | Albino Binda     | Wolsit  | 12h19'13" |
| 2    | Alfredo Binda    | Legnano | a 1'08"   |
| 3    | Giuseppe Pancera | Touring | s.t.      |

### 9ª tappa
- 28 maggio: Pistoia > Modena – 206 km

Risultati
| Pos. | Corridore           | Squadra | Tempo    |
| ---- | ------------------- | ------- | -------- |
| 1    | Domenico Piemontesi | Bianchi | 7h21'25" |
| 2    | Alfredo Binda       | Legnano | a 1'08"  |
| 3    | Giuseppe Pancera    | Touring | s.t.     |

### 10ª tappa
- 30 maggio: Modena > Genova – 270 km

Risultati
| Pos. | Corridore           | Squadra | Tempo     |
| ---- | ------------------- | ------- | --------- |
| 1    | Alfredo Binda       | Legnano | 11h16'45" |
| 2    | Domenico Piemontesi | Bianchi | s.t.      |
| 3    | Arturo Bresciani    | Bianchi | s.t.      |

### 11ª tappa
- 1º giugno: Genova > Torino – 195,1 km

Risultati
| Pos. | Corridore           | Squadra      | Tempo    |
| ---- | ------------------- | ------------ | -------- |
| 1    | Alfredo Binda       | Legnano      | 6h49'22" |
| 2    | Domenico Piemontesi | Bianchi      | s.t.     |
| 3    | Battista Visconti   | Indipendente | s.t.     |

### 12ª tappa
- 3 giugno: Torino > Milano – 251 km

Risultati
| Pos. | Corridore           | Squadra | Tempo    |
| ---- | ------------------- | ------- | -------- |
| 1    | Domenico Piemontesi | Bianchi | 8h53'18" |
| 2    | Alfredo Dinale      | Wolsit  | s.t.     |
| 3    | Giovanni Pizzarelli | Bianchi | s.t.     |

## Classifiche finali

### Classifica generale
| Pos. | Corridore           | Squadra      | Tempo      |
| ---- | ------------------- | ------------ | ---------- |
| 1    | Alfredo Binda       | Legnano      | 114h15'19" |
| 2    | Giuseppe Pancera    | Touring      | a 18'13"   |
| 3    | Bartolomeo Aymo     | Alcyon       | a 27'25"   |
| 4    | Victor Fontan       | Wolsit       | a 31'30"   |
| 5    | Egidio Picchiottino | Alcyon       | a 36'23"   |
| 6    | Aristide Cavallini  | Bianchi      | a 40'34"   |
| 7    | Amulio Viarengo     | Indipendente | a 52'19"   |
| 8    | Albino Binda        | Wolsit       | a 54'53"   |
| 9    | Giovanni Brunero    | Wolsit       | a 1h13'00" |
| 10   | Pietro Chesi        | Bianchi      | a 1h14'07" |